# Sunette Viljoen
Sunette Stella Viljoen, južnoafriška atletinja, * 6. oktober 1983, Rustenburg, Republika Južna Afrika.
Nastopila je na poletnih olimpijskih igrah v letih 2004, 2008, 2012 in 2016, leta 2016 je osvojila srebrno medaljo v metu kopja. Na svetovnih prvenstvih je v isti disciplini osvojila bronasti medalji v letih 2011 in 2015, na afriških prvenstvih pet zlatih in srebrno medaljo, na igrah Skupnosti narodov pa dve zlati in srebrno medaljo.